# Spektroskopia czasowo-rozdzielcza
Spektroskopia czasowo-rozdzielcza to zbiór technik spektroskopowych pozwalających na badanie dynamiki czasowej procesów zachodzących w materiałach lub związkach chemicznych. Przeważnie dotyczy to procesów, które następują na skutek naświetlania próbki promieniowaniem elektromagnetycznym, lecz w ogólności są to wszystkie techniki spektroskopowe które mogą być stosowane do badań dowolnych procesów prowadzących do zmian właściwości układu w czasie. Przy wykorzystaniu lasera impulsowego, możliwe są pomiary procesów w skali czasowej rzędu nawet do 10−16 sekund (dziesiąte części femtosekund). Uzyskane widma czasowo-rozdzielcze mogą być opisywane przy wykorzystaniu metod dwuwymiarowej analizy korelacji.

## Spektroskopia absorpcji przejściowej
Spektroskopia absorpcji przejściowej (Transient-Absorption Spectroscopy, TAS, TA), znana również jako fotoliza błyskowa, jest szczególną formą spektroskopii absorpcyjnej. Jest to technika nieliniowej spektroskopii laserowej, która mierzy absorbancję lub transmitancję w badanej próbce. Wielkość ta, dla konkretnej długości fali lub wybranego zakresu długości fali mierzona jest w funkcji czasu, który upłynął od momentu wzbudzenia próbki zewnętrznym promieniowaniem (impulsem lasera lub błyskiem lampy). Podczas standardowego eksperymentu, zarówno promieniowanie wzbudzające ("pompa") oraz promieniowanie absorbowane przez próbkę ("sonda") generowane są z tego samego źródła - najczęściej lasera impulsowego. W przypadku dostatecznie powolnych procesów, zadowalająca rozdzielczość czasowa może być osiągnięta przy wykorzystaniu ciągłego źródła promieniowania próbkującego, w połączeniu z serią konwencjonalnych pomiarów spektrofotometrycznych.
Fundamentem technik czasowo-rozdzielczych jest zdolność układu do precyzyjnego zarejestrowania dwóch odrębnych zdarzeń w czasie rzeczywistym. Tym samym, im szybsza detekcja, tym lepsza rozdzielczość czasowa danych. Wynika z tego, że spektroskopia wykorzystująca jako źródło laser np. femtosekundowy pozwala uzyskać wyższą rozdzielczość czasową danych niż spektroskopia wykorzystująca laser nanosekundowy. W układzie TAS, wiązka pompująca najpierw wzbudza próbkę, a następnie odpowiednio opóźniona wiązka sondująca dociera do próbki. W celu utrzymania korzystnego rozkładu widmowego, obydwa impulsy pochodzą z jednego źródła promieniowania zewnętrznego. Dla każdego wybranego opóźnienia, transmitancja wiązki sondującej po przejściu przez wzbudzoną próbkę jest rejestrowana na detektorze, a zebrane dane mogą być później analizowane w celu opisania dynamiki czasowej stanu wzbudzonego.
Zmianę absorbancji (ΔA) po wzbudzeniu opisuje równanie:
ΔA = Apo wzb. − Aprzed wzb.
gdzie Aprzed wzb. – absorbancja przed wzbudzeniem; Apo wzb. – absorbancja po wzbudzeniu
ΔA zawiera w sobie informację o jakiejkolwiek zmianie w widmie absorpcyjnym w funkcji czasu oraz długości fali. Może na nią składać się wybielanie stanu podstawowego (−ΔA), Wtórne wzbudzenie elektronów znajdujących się w stanie wzbudzonym do jeszcze wyższych stanów elektronowych (+ΔA), emisja wymuszona (−ΔA) lub absorpcję potencjalnych produktów fotoreakcji (+ΔA). Wybielanie odnosi się tu do zmniejszenia liczby nośników w stanie podstawowym, na skutek ich wcześniejszej ekscytacji do wyższych stanów. Emisja wymuszona, jako że dotyczy przejścia ze stanu wzbudzonego na podstawowy, jest na ogół spójna z widmem fluorescencji próbki i tym samym jej widmo jest przesunięte Stokes'owsko względem sygnału wynikającego z wybielania. Ze względu na niską intensywność wiązki próbkującej, widmo wynikające z emisji wymuszonej często jest nierozróżnialne od sygnału pochodzącego od absorbcji. Absorbcja produktów fotoreakcji dotyczy wszelkich zmian w absorpcji próbki pojawiających na skutek indukowanych światłem przemian, zachodzących w badanym układzie. W przeciwieństwie do technik czasowo-rozdzielczej fotoluminescencji, pomiary absorpcji przejściowej mogą być również wykorzystywane do przewidywania stanów nieuczestniczących bezpośrednio w procesach emisji/absorpcji.
Absorpcja przejściowa może być mierzona jako funkcja długości fali lub czasu. Widmo absorpcji przejściowej rozpatrywane względem długości fali zawiera informację o zaniku lub przemianie produktów pośrednich reakcji zachodzących w badanej próbce dla różnych długości fali indukującego je światła. Widmo absorpcji przejściowej, przedstawione jako funkcja czasu, dostarcza natomiast informacji dotyczącej intensywności (liczebności) procesów zaniku dla konkretnej długości fali, jak również o charakterystyce ich czasowej ewolucji. Analiza takiego widma może dostarczyć między innymi informacji o konwersji międzysystemowej (inter-system crossing, ISC) lub o pośrednich stanach elektronowych obecnych w badanym układzie.

### Warunki eksperymentalne
Efektywność pomiarów oraz późniejszej analizy danych pozyskanych techniką TAS jest zależna od czynników takich jak: częstotliwość lasera, długość pojedynczego impulsu, energia emisji próbki, polaryzacji, intensywności promieniowania, specyfiki chemicznej próbki, rozpuszczalnika, stężenia oraz temperatury.

### Zastosowanie
Spektroskopia absorpcji przejściowej pozwala śledzić dynamikę czasową procesów chemicznych zachodzących w skali pikosekundowej lub nawet femtosekundowej. Procesy te są indukowane przez ultraszybki impuls lasera pompującego, a następnie próbkowane przez wiązkę sondującą.Techniki TA pozwalają badać przejścia bezpromieniste zachodzące z wyższych stanów elektronowych (femtosekundy), relaksację wibracyjną (pikosekundy) oraz przejścia promieniste zachodzące z wzbudzonych stanów singletowych (nanosekundy).
TAS może być używana między innymi do śledzenia stanów przejściowych w reakcjach fotochemicznych; procesach transferu energii, ładunku lub elektronu; zmian konformacyjnych, procesów relaksacji termicznej, fluorescencji, fosforescencji. Wykorzystując ultraszybkie lasery z zakresu UV-Vis-NIR, możliwe jest wzbudzanie jedynie konkretnego fragmentu badanych cząsteczek, w celu zaobserwowania dynamiki molekularnej wyselekcjonowanego procesu zachodzącego w badanej próbce.
Spektroskopia absorpcji przejściowej jest obecnie szeroko cenionym narzędziem do charakteryzacji stanów elektronowych oraz procesów transferu energii w nanocząstkach, identyfikacji poziomów pułapkowych w półprzewodnikach oraz rozwoju wydajnych technik pasywacji powierzchni.

## Inne techniki wieloimpulsowe
Opisana wyżej technika absorpcji przejściowej jest techniką dwuimpulsową. Innymi technikami wykorzystującymi dwa lub więcej impulsy są:
- metoda echo fotonów[10]
- mieszanie czterofalowe (wykorzystuje trzy lasery impulsowe)[11]
- spektroskopia piątego rzędu (wykorzystuje cztery impulsy pompujące oraz jeden sondujący)[potrzebny przypis]

Interpretacja uzyskanych w takich eksperymentach danych jest na ogół znacznie bardziej skomplikowana niż w przypadku TAS.
Magnetyczny rezonans jądrowy (NMR) oraz elektronowy rezonans paramagnetyczny (EPR) są na ogół także technikami wieloimpulsowymi, choć wykorzystują w tym celu fale radiowe oraz mikrofale zamiast światła widzialnego.

## Czasowo-rozdzielcza spektroskopia w podczerwieni
Czasowo-rozdzielcza spektroskopia w podczerwieni (Time-Resolved Infrared Spectroscopy, TRIR) również wykorzystuje dwuimpulsową metodę "pompa-sonda". Impuls pompujący jest w tym wypadku na ogół z zakresu ultrafioletu (UV), generowanego przez laser Nd:YAG o wysokiej mocy, podczas gdy impuls sondujący jest z zakresu podczerwieni (IR). Obecnie technika ta pozwala obserwować zmiany w reżimie pikosekund, i pozwala dostarczyć informacji o dynamice strukturalnej stanów emisyjnych i bezemisyjnych cząsteczek.

## Czasowo-rozdzielcza spektroskopia fluorescencji
Czasowo-rozdzielcza spektroskopia fluorescencji jest rozszerzoną techniką spektroskopii fluorescencji. Fluorescencja (lub fosforescencja) próbki mierzona jest w funkcji czasu, który minął od momentu wzbudzenia jej promieniowaniem elektromagnetycznym. Rozdzielczość czasowa pomiaru może być uzyskana przy wykorzystaniu:
- Metodą zliczania pojedynczych fotonów skorelowanych czasowo (TCSPC) (pikosekundy)[13]
- Kamery smugowej (pikosekundy)[14]
- Detektorów ICCD (Intensified Charge-Coupled Device) (pikosekundy)[15]
- Bramkowania optycznego (femtosekundy-nanosekundy) - detektor jest tutaj bramkowany poprzez zewnętrzny impuls lasera, tzn. zbierany jest wyłącznie sygnał od fluorescencji docierający do detektora w tym samym momencie co impuls lasera. Technika ta daje najlepszą rozdzielczość czasową, ale cechuje się niską intensywnością sygnału. W tak zaprojektowanym eksperymencie możliwe jest także wykorzystanie komórki Kerra, pozwalającej dodatkowo zbierać sygnał ramanowski przed pojawianiem się wolniejszego sygnału od fluorescencji. Przy użyciu tej techniki, możliwe jest znaczne polepszenie stosunku sygnału do szumu widma ramanowskiego[potrzebny przypis].

Analiza danych pozyskanych tą techniką wykorzystuje całki splotowe w celu wyodrębnienia czasów życia zaniku fluorescencji.

## Czasowo-rozdzielcza spektroskopia fotoemisyjna oraz dwufotonowa spektroskopia fotoelektronów
Czasowo-rozdzielcza spektroskopia fotoemisyjna oraz  dwufotonowa spektroskopia fotoelektronów (2PPE) są rozszerzeniami spektroskopii fotoemisji. Metody te również wykorzystują metodę "pompa-sonda". W większości przypadków, pompa oraz sonda są generowane przez laser impulsowy w zakresie światła widzialnego. Wiązka pompująca wzbudza badaną próbkę, a wiązka sondująca jonizuje ją. Powstające w związku z tym swobodne elektrony lub jony dodatnie są mierzone. Poprzez zmienianie opóźnienia między pompą a sondą, możliwe jest śledzenie zmian energetycznych powstających fotoproduktów.